# Joseph Renzulli
Joseph Renzulli (nacido el 7 de julio de 1936) es un psicólogo educativo estadounidense. Director del Centro Nacional de Investigación sobre los Dotados y Talentosos de la Universidad de Connecticut. Se le considera uno de los mayores referentes mundiales en el campo de las altas capacidades intelectuales.[cita requerida]

## Primeros años
Renzulli se graduó con una licenciatura (1958) desde Rowan Universidad. Obtuvo una maestría en educación (1962) de la Universidad de Rutgers Universidad, y un doctorado (1966) de la University of Virginia.

## Carrera

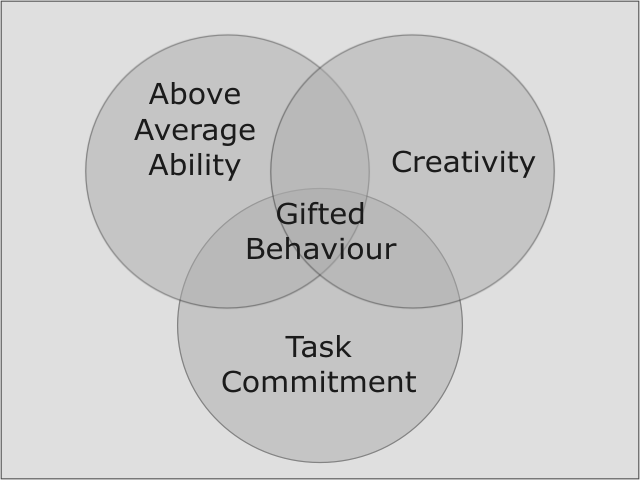
Modelo de los tres anillos de Renzulli representado a través de un diagrama de Venn.

Renzulli es parte del Consejo Directivo de Profesores de la Escuela de Educación de la Universidad de Connecticut, donde también es director del Centro Nacional de Investigación en Altas Capacidades y Talento. Su investigación se ha centrado en la identificación y desarrollo de la creatividad y superdotación en jóvenes y en modelos organizativos y estrategias curriculares para la mejora de toda la escuela. El foco de su trabajo ha sido sobre la aplicación de estrategias de educación dotada para la mejora de los aprendizajes de todos los  estudiantes. 
Su investigación se ha centrado en la identificación y desarrollo de la creatividad y talento en los jóvenes, y en los modelos de organización y estrategias curriculares para la mejora de toda la escuela.  
Renzulli desarrolló el modelo de los «tres anillos», el cual promovió una concepción ampliada de las altas capacidades. También desarrolló el «Modelo de Enriquecimiento para toda la Escuela» (Schoolwide Enrichment model, SEM)  para los talentos de los niños en desarrollo en escuelas. Renzulli es conocido por sus contribuciones para comprender la superdotación intelectual. Argumenta que las personas con alto potencial, solo pueden convertir sus activos en talentos, si su entorno lo fomenta.
Renzulli es miembro de la Asociación Americana de Psicología y fue asesor del equipo de tareas de la Casa Blanca sobre educación de dotados y talento.[cita requerida]  Estableció el programa UConn Mentor Connection para jóvenes talentosos y el programa de verano Confratute  en UConn en 1978, que ha servido a miles de maestros y administradores de todo el mundo.[cita requerida]

## Publicaciones seleccionadas
- Renzulli, J.S. (1978). What Makes Giftedness? Reexamining a Definition. Phi Delta Kappan, 60(3), 180-184, 261.
- Renzulli, J.S. (1994). Escuelas para desarrollo del talento: Un plan práctico para mejorar toda la escuela. Centro de Mansfield, CT: Prensa de Aprendizaje Creativo.
- Renzulli, J.S., & Reis, S.M. (1985). El modelo de enriquecimiento para toda la escuela: Un plan comprensible para excelencia educativa. Centro de Mansfield, CT: Prensa de Aprendizaje Creativo.
- Renzulli, J.S. (1997) Interest-A-Lyzer Family of Instruments: A Manual for Teachers by Joseph Renzulli Ph.D
- Renzulli, J.S. (2001) Escalas Renzulli: Escalas para la valoración de las características de comportamiento de estudiantes superdotados.
- Renzulli, J.S., & Alonso, J.A & Benito, Y.  (2003). Manual Internacional de Superdotados: Manual para Profesores y Padres.
- Renzulli, J.S., & Reis, S.M., & Gentry, M. (2014) Enrichment Clusters: A Practical Plan for Real-World, Student-Driven Learning
- Renzulli, J.S., & Reis, S.M. (2016) Enriqueciendo el currículo para todo el alumnado (Desarrolla tu talento)